# 布拉德·布里奇沃特
布拉德·布里奇沃特（英語：Brad Bridgewater，1973年3月29日—），美国男子游泳运动员。他曾代表美国参加1996年夏季奥林匹克运动会游泳比赛，获得男子200米仰泳金牌。